# Zombieboy
"Zombieboy" é uma canção interpretada pela cantora estadounidense Lady Gaga, incluída em seu oitavo álbum de estúdio, Mayhem (2025). Foi escrito em conjunto por Gaga, Andrew Watt, Cirkut e James Fauntleroy, enquanto sua produção estudava a carga dos primeiros três. 
"Zombieboy" é uma canção disco e funk com influências do pop dos anos 80. Gaga explicou que a composição era uma "celebração do excesso e da diversão noturna", inspirando-se no modelo Zombie Boy.

## Antecedentes e composição

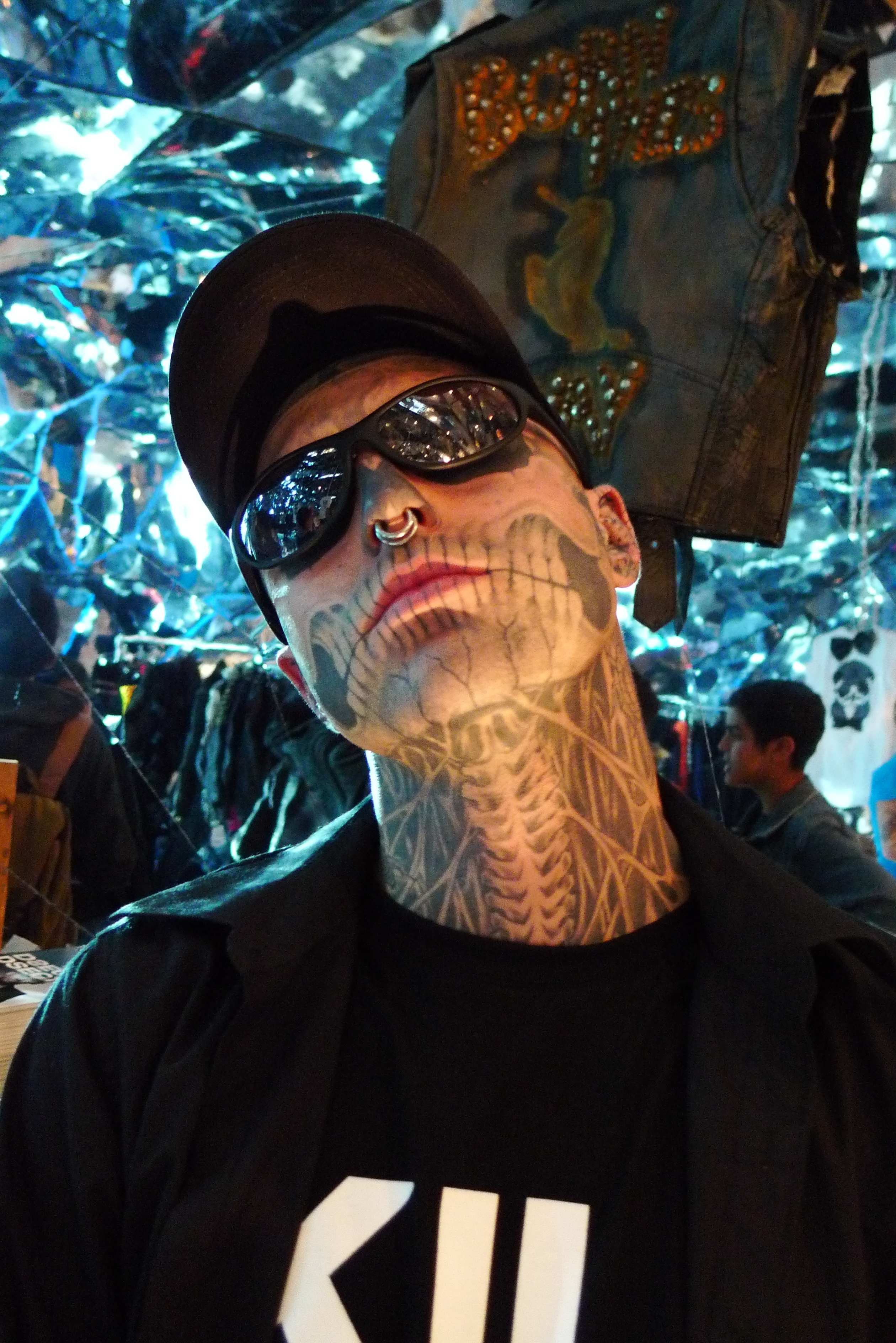
"Zombieboy" presta homenagem ao modelo Rick Genest, apresentado no vídeo de Gaga "Born This Way" (2011).

Lady Gaga escreveu e produziu "Zombieboy" com Andrew Watt e Cirkut, enquanto James Fauntleroy contribuiu com composição adicional. Paul Lamalfa gravou a faixa no Shangri-La Studios em Malibu, Califórnia; Marco Sonzini forneceu engenharia adicional, enquanto Tyler Harris trabalhou como engenheiro assistente. "Zombieboy" foi mixada por Serban Ghenea no Mixstar Studios em Virginia Beach, Virgínia, e masterizada por Randy Merrill no Sterling Sound Studios em Edgewater (Nova Jérsei). Gaga também tocou Piano Rhodes e teclados; Watt tocou bateria, percussão, baixo, guitarra elétrica e teclados; e Cirkut tocou sintetizador e teclados, além de fornecer programação de bateria e baixo. Bryce Bordone trabalhou como engenheiro assistente de mixagem, e Marc VanGool atuou como técnico de estúdio.
"Zombieboy" tem 3 minutos e 33 segundos de duração. É uma homenagem ao modelo Rick Genest (1985–2018), que apareceu no videoclipe da música "Born This Way" de Gaga em 2011. O Pitchfork descreveu a faixa como um "bop de discoteca cintilante" com um "canto duplo estilo pular corda". A revista Paper disse que "soa como um clássico perdido dos clubes nova-iorquinos dos anos 80". A Billboard descreveu "Zombieboy" como "groovy". O Stereogum acredita que ela tem uma "linha de baixo cheia de atitude e sintetizadores cintilantes" e "soa como uma discoteca pós-apocalíptica enquanto Gaga implora pelo afeto de um homem que já se foi há muito tempo". Autostraddle chamou-a de "guitarra disco" e "percussiva de bater o pé". Hypebeast disse que a música adiciona "energia movida à discoteca" ao álbum.
De acordo com o Campus Times, a música "traz de volta a proeza sexual de Lady Gaga por meio de suas marcas registradas com referências a monstros. Gaga pede que seu menino zumbi coloque suas 'paws all over me', o que é uma referência a trabalhos anteriores em que ela usa 'paws' para se referir a mãos, especialmente perceptível em 'Born This Way' e 'Monster', e que permanece no repertório linguístico de sua base de fãs".

## Recepção

### Comentários da crítica
Billboard's Stephen Daw classificou “Zombieboy” como a terceira melhor faixa de Mayhem, descrevendo-a como “o número disco mais cafona possível” com “guitarras groovy”, uma “batida de bateria para bater palmas” e vocais falados que remetem ao hedonismo dos primeiros trabalhos de Gaga. Rolling Stone's Brittany Spanos descreveu “Zombieboy” como “um pouco de Artpop com The Fame”, chamando-a de “uma faixa fofa e sexy” e um dos momentos “surpreendentemente funkeados” de Mayhem. Out's Taylor Henderson disse que a música é "instantaneamente icônica". The Guardian's Alexis Petridis disse que "o disco ao estilo Chic de 'Zombieboy' é inesperadamente interrompido por um solo de guitarra hair metal do tipo widdly-woo. Ainda assim, é esperto o suficiente para aproveitar a diversidade de sua estrela". Minnesota Daily's Sommer Wagen disse que a música tem uma "melodia disco cintilante" e opinou: "A faixa se destaca do restante do álbum e é de longe a mais empolgante entre as que não são singles."
Pitchfork's Jaeden Pinder chamou "Zombieboy" de "glitzy disco bop", destacando a letra "Put your paws all over me, you zombie boy" como um dos principais “Gaga-ismos” do álbum. Vogue's Christian Allaire disse que a música e "Garden of Eden" são "pop sexy de qualidade, certos de serem hits em todas as boates gays". The Observer's Caroline Collins disse que "Zombieboy" mostra Gaga “em seu estado mais hipnótico, misturando horror e romance em um hino sedutor” e opinou que “a faixa parece uma sucessora de 'Monster', de The Fame Monster.” NME's Nick Levine descreveu "Zombieboy" como uma “bomba de disco-rap”, observando que Gaga “soa um pouco como uma garota do teatro musical canalizando Blondie’s Debbie Harry – mas quase consegue se safar disso.” Um artigo da Vulture opinou que essa é a única faixa de Mayhem que realmente poderia ter aparecido em The Fame exatamente como é — tirando a guitarra inspirada em Van Halen de Andrew Watt. É difícil não sentir que isso é uma repetição, mas um pouco de nostalgia é bem-vinda quando soa tão suave.

## Desempenho comercial
"Zombieboy" entrou em várias paradas nacionais após o lançamento de Mayhem. A canção estreou na posição 76 da Billboard Global 200, uma parada que classifica as músicas mais reproduzidas e vendidas no mundo. Nos Estados Unidos, estreou na posição 85 da Billboard Hot 100 na semana de 22 de março de 2025, e alcançou o sexto lugar na parada Hot Dance/Pop Songs. No Canadá, alcançou a posição 85 na Canadian Hot 100, enquanto no Brasil chegou à posição 95 na Brasil Hot 100. No Reino Unido, a faixa estreou na posição 76 da UK Streaming Chart na semana de 20 de março. Na França, entrou no top 200 na posição 141, e na Grécia, ficou na posição 42 da parada Digital Singles.

## Apresentações ao vivo
A primeira apresentação ao vivo de "Zombieboy" foi durante o show principal de Gaga no Coachella 2025, onde ela e seus dançarinos fizeram parcerias de dança com esqueletos durante a música. Rolling Stone's Tomás Mier sentiu que "Gaga estava canalizando uma narrativa ao estilo de Wednesday Addams" para "Zombieboy".

## Créditos e equipe técnica
Os créditos foram adaptados das liner notes de Mayhem.
- Lady Gaga – compositora, produtora, vocais principais, vocais de apoio, rhodes piano, teclados
- Andrew Watt – compositor, produtor, bateria, percussão, baixo elétrico, guitarra elétrica, teclados
- Cirkut – compositor, produtor, sintetizador, teclados, programação de bateria, programação de baixo
- James Fauntleroy – compositor
- Paul Lamalfa – engenharia de áudio
- Serban Ghenea – engenheiro de mixagem
- Randy Merrill – Masterização de áudio
- Marco Sonzini – engenheiro adicional
- Tyler Harris – engenheiro assistente
- Bryce Bordone – engenheiro assistente de mixagem
- Marc VanGool – técnico de estúdio

## Desempenho nas paradas musicais
| Paradas de (2025)                  | Melhor posição |
| ---------------------------------- | -------------- |
| Brasil (Billboard Brasil Hot 100)  | 95             |
| Canadá (Canadian Hot 100)          | 85             |
| France (SNEP)                      | 141            |
| Mundo (Billboard Global 200)       | 76             |
| Greece International (IFPI)        | 42             |
| Portugal (AFP)                     | 103            |
| UK Streaming (OCC)                 | 76             |
| Estados Unidos (Billboard Hot 100) | 85             |

## Links externos
- Página oficial de Lady Gaga (em inglês).